# Pyrausta fulvicoloralis
Pyrausta fulvicoloralis là một loài bướm đêm trong họ Crambidae.